# Lima Airport Partners
Lima Airport Partners es una empresa operadora de aeropuertos en el Perú. El consorcio está conformado por las empresas Fraport e International Finance Corporation. Fue fundada en febrero de 2001 y tiene una concesión a 30 años para operar el Aeropuerto Internacional Jorge Chávez.

## Historia
En 2000, se entregó al consorcio germano-estadounidense Lima Airport Partners (LAP) la concesión del Aeropuerto Internacional Jorge Chávez con el fin de emprender su ampliación y remodelación integral.
Desde 2009 el capital accionario de LAP es controlado por tres instituciones internacionales: Fraport AG, con el 70.01% del capital social, la International Finance Corporation (brazo financiero del Banco Mundial), con el 19.99% y el Fondo de Inversión en Infraestructura, Servicios Públicos y Recursos Naturales, administrado por AC Capitales SAFI S.A. con el 10% restante. Fraport AG es una empresa alemana que administra varios aeropuertos de grandes ciudades alrededor del mundo incluyendo a los de Fráncfort, Nueva Delhi, entre otros.
En mayo del 2019, Fraport AG incrementó su participación en un 10% en Lima Airport Partners mediante la adquisición del porcentaje de participación que mantuvo el Fondo de Inversión en Infraestructura, Servicios Públicos y Recursos Naturales, de AC Capitales SAFI S.A por más de 10 años. De esta manera, la composición societaria de LAP ahora es la siguiente: Fraport AG, con el 80.01% del capital social, e International Finance Corporation, con el 19.99% restante.